# Peleteria triseta
Peleteria triseta är en tvåvingeart som beskrevs av Zimin 1961. Peleteria triseta ingår i släktet Peleteria och familjen parasitflugor. Inga underarter finns listade i Catalogue of Life.